# Маркус Пејџ
Маркус Пејџ (енгл. Marcus Paige; Сидар Рапидс, 11. септембар 1993) бивши је амерички кошаркаш. Играо је на позицији плејмејкера.

## Каријера
Пејџ је колеџ каријеру провео на универзитету Северна Каролина са којим је играо финале НЦАА лиге 2016. године. У том финалу против Виланове, Пејџ је постигао 21 поен, укључујући и погодак за три поена пет секунди пре краја утакмице, који ипак није обезбедио победу његовој екипи.
На НБА драфту 2016. године изабран је као 55. пик од стране Бруклин нетса, али је одмах прослеђен Јути џез. Није успео да се избори за место у Јути, па је сезону 2016/17. провео у НБА развојној лиги где је играо за екипу Солт Лејк Сити старса. У августу 2017. године потписао је двосмерни уговор са Шарлот хорнетсима. Одиграо је 5 утакмица за Хорнетсе и 46 за њихов развојни тим (Гринсборо сворм) у којем је просечно бележио 15,2 поена, 3 скока и 4,5 асистенције по утакмици.
У јулу 2018. године потписао је двогодишњи уговор са Партизаном. Са Партизаном је освојио један Суперкуп Јадранске лиге (2019) и два Купа Радивоја Кораћа (2019, 2020). Током боравка у Партизану је добио и српско држављанство. Био је и најбољи стрелац финала Купа Радивоја Кораћа 2020. у Нишу. У мају 2020. потписао је нови двогодишњи уговор са Партизаном. Није био у плановима новог тренера Жељка Обрадовића за сезону 2021/22, па је у септембру 2021. споразумно раскинуо уговор са клубом.
После Партизана је играо за француски Орлеан и шпански Обрадоиро након чега је завршио играчку каријеру.

## Успеси

### Клупски
- Партизан:
  - Суперкуп Јадранске лиге (1): 2019.
  - Куп Радивоја Кораћа (2): 2019, 2020.

### Појединачни
- Најбољи стрелац финала Купа Радивоја Кораћа (1): 2020.